# Le Châtelet-sur-Meuse
Le Châtelet-sur-Meuse ist eine französische Gemeinde mit 156 Einwohnern (Stand 1. Januar 2022) im Département Haute-Marne in der Region Grand Est; sie gehört zum Arrondissement Langres.

## Geografie
Le Châtelet-sur-Meuse liegt an der Quelle der Maas (Meuse) rund 39 Kilometer ostsüdöstlich der Stadt Chaumont im Südosten des Départements Haute-Marne in der Landschaft Bassigny.

## Geschichte
Die Gemeinde war bis 1789 Teil der Bailliage de Chaumont innerhalb der königlichen Provinz Champagne. Der eingemeindete Ort Beaucharmoy war allerdings Teil der Bailliage de la Marche in der Region Barrois mouvant. Die Mechanisierung der Landwirtschaft führte zu einer starken Abwanderung im späten 19. Jahrhundert und im 20. Jahrhundert. Le Châtelet-sur-Meuse gehörte von 1793 bis 1801 zum District Bourbonne. Zudem von 1793 bis 1801 zum Kanton Pernot und seit 1801 zum Kanton Bourbonne-les-Bains. Der Ort wechselte mehrfach den Namen. Er trug von 1793 bis 1925 den Namen Pouilly, von 1925 bis 1936 Pouilly-sur-Meuse, von 1936 bis 1973 Pouilly-en-Bassigny und seit der Fusion mit Beaucharmoy (1968:41 Einwohner) im Jahre 1973 den heutigen Namen.

## Bevölkerungsentwicklung
| Jahr                       | 1962 | 1968 | 1975 | 1982 | 1990 | 1999 | 2006 | 2012 | 2019 |
| Einwohner                  | 229  | 203  | 214  | 162  | 155  | 188  | 159  | 161  | 155  |
| Quellen: Cassini und INSEE |      |      |      |      |      |      |      |      |      |

## Sehenswürdigkeiten
- Kirche Saint-Symphorien in Pouilly-en-Bassigny (12.–15. Jahrhundert; Glockenturm 1811)[1], seit 1913 als Monument historique klassifiziert
- Kirche Assomption-de-la-Sainte-Vierge (auch Notre-Dame-en-son-Assomption) in Beaucharmoy (Chor 12. Jahrhundert; Rest 16. Jahrhundert)[2]
- Quelle der Maas
- Ehemaliges Pfarrhaus von Pouilly-en-Bassigny aus dem 17. Jahrhundert, Eingang seit 1925 als Monument historique eingeschrieben

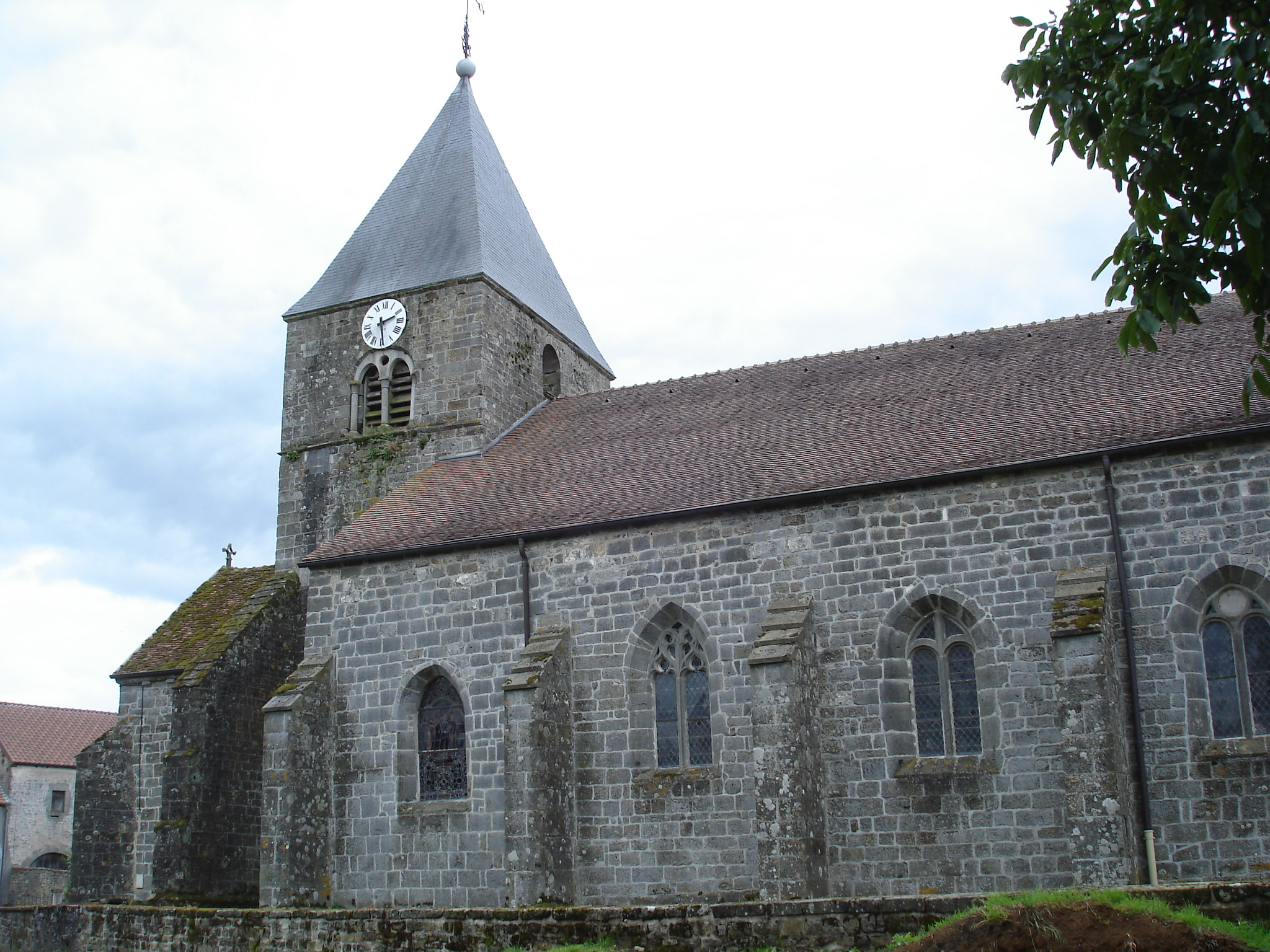
Dorfkirche von Le Châtelet-sur-Meuse
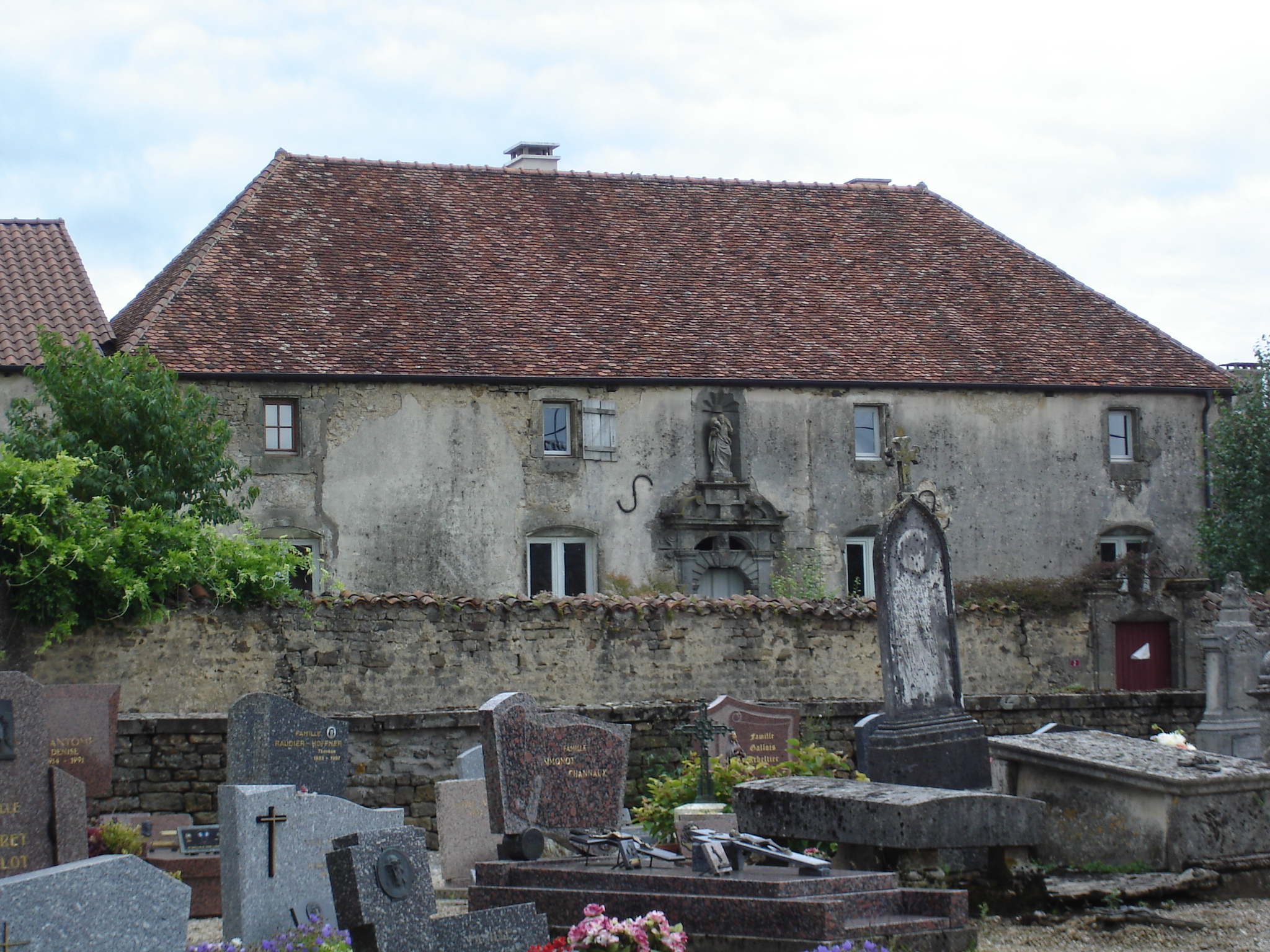
Pfarrhaus von Le Châtelet-sur-Meuse
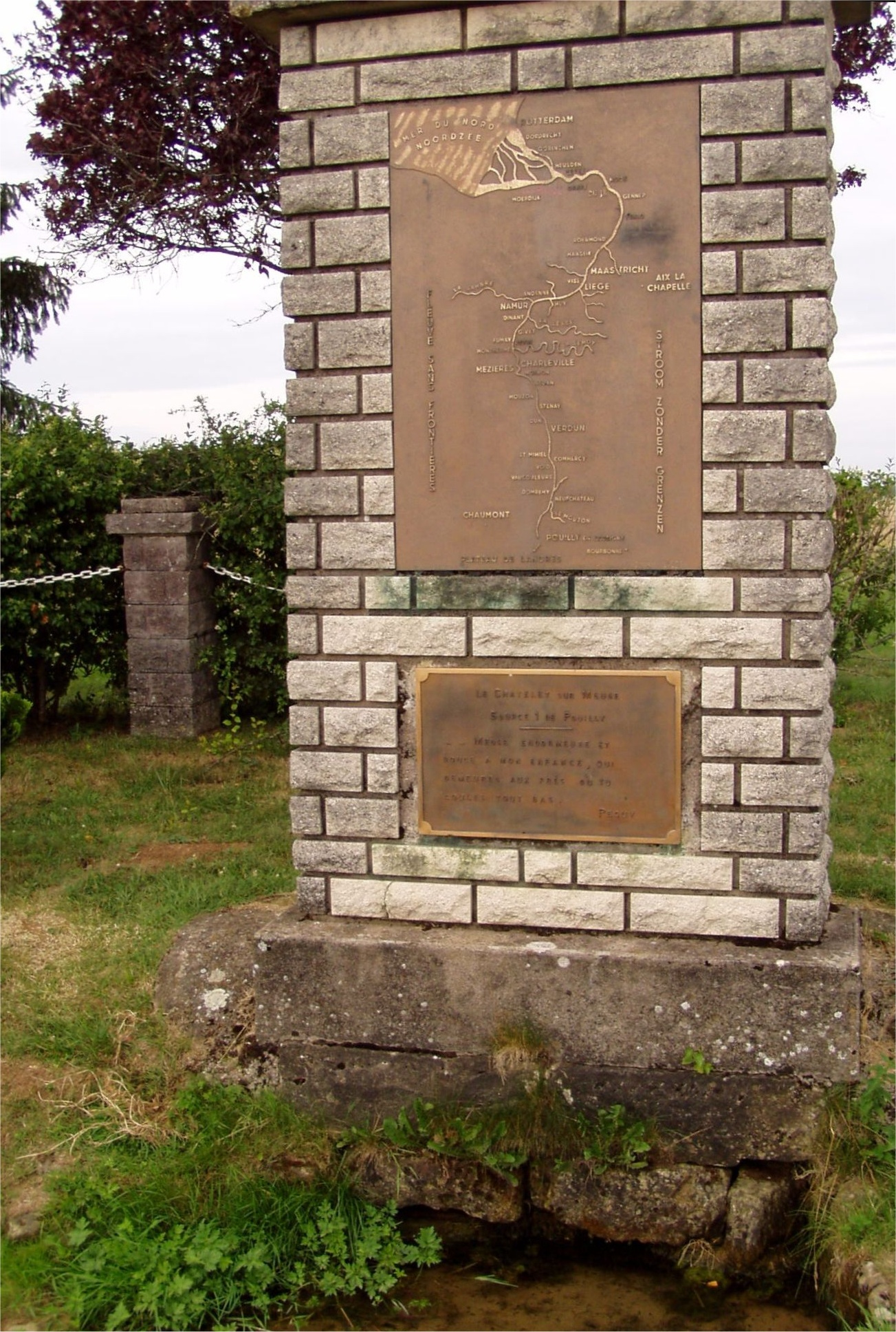
Quelle der Maas (französisch:Meuse)